# Łopuszka Mała
Łopuszka Mała – wieś w Polsce, położona w województwie podkarpackim, w powiecie przeworskim, w gminie Kańczuga.
| SIMC    | Nazwa  | Rodzaj    |
| ------- | ------ | --------- |
| 0604318 | Górka  | część wsi |
| 0604318 | Groble | część wsi |

We wsi znajduje się przystanek kolei wąskotorowej Łopuszka Mała.
W latach 1975–1998 miejscowość administracyjnie należała do województwa przemyskiego.

## Historia
Łopuszka Mała to miejscowość położona jest na południe od Kańczugi, na prawym brzegu rzeki Mleczki, w podmokłej dolinie. 
W 1448 roku wieś została sprzedana Pileckim. Od tej pory Łopuszka Mała na stałe weszła w skład dóbr kańczuckich. Po Pileckich należała do rodów: Odrowążów, Ostrogskich, Lubomirskich, za których czasów tereny te dotknęły największe spustoszenia dokonane przez Tatarów (1623, 1624), Szwedów (1655), Kozaków i Siedmiogrodzian (1657) oraz ponownie przez Tatarów (1672).
W XVIII–XIX wieku kolejnymi właścicielami Łopuszki Małej były rodziny: Nowosielskich, Jakubowskich i Pogonowskich. Tej ostatniej rodzinie zawdzięczamy zbudowanie istniejącego do dziś, okazałego dworu.

## Zespół dworsko-parkowy
Zespół dworsko-parkowy z uwagi na dobre gospodarowanie majątkiem jest najlepiej zachowanym z wszystkich istniejących w gminie Kańczuga. Leżący w północno-wschodniej części wsi, przy drodze prowadzącej do Kańczugi, składa się z dworu, budynku bramnego, spichlerza i zabudowy gospodarczej. Całości dopełnia park krajobrazowy. Około 1895 roku wybudowali go Pogonowscy. Po II wojnie światowej zespół dworski użytkowało Przedsiębiorstwo Gospodarki Zwierzętami Rzeźnymi w Rzeszowie – Tuczarnia Trzody Chlewnej. Od końca lat 80. do 1993 roku był nieużytkowany, co spowodowało jego dewastację. Nie chcąc doprowadzić do całkowitego zniszczenia, przeprowadzono gruntowny remont.
Obecnie Fundacja Pomocy Młodzieży im. Jana Pawła II „Wzrastanie" od 1997 roku wykorzystuje go na cele domu dla dzieci.
Wolno stojący, murowany dwór ma ciekawe położenie – na stoku schodzącym w kierunku stawu. Od wschodu główna aleja parkowa oddziela go od zabudowy gospodarczej dawnego folwarku i parku. W głównej części budynek jest jednokondygnacyjny, zaś w południowo-wschodniej składa się z dwóch kondygnacji. Przy elewacji frontowej znajdują się reprezentacyjne, lustrzane schody zewnętrzne z balustradą.
Na uwagę zasługuje urozmaicona dekoracja architektoniczna elewacji dworu. Obecnie z zabytkowego wyposażenia nie zachowały się żadne elementy.
Dworkowi uroku dodaje XIX wieczny park krajobrazowy ze stawem, alejami oraz starodrzewem. Przeważają gatunki drzew liściasty. Z krajowych najokazalsze są dęby szypułkowe, lipy szerokolistne i drobnolistne, z obcych zaś szczególnie platan klonolistny.
U podnóża dworu rozciąga się staw z niewielką wysepką, na której stoi altanka i figura Najświętszej Marii Panny.

## Warto zobaczyć
- zespół dworski Pogonowskich

1. murowany dwór (koniec XIX w.) – gruntownie odrestaurowany
2. budynki gospodarcze (II poł. XIX w.)
3. XIX-wieczny park krajobrazowy

- zbiornik retencyjny